# Ragnhild Kåta
Ragnhild Tollefsen Kåta (23 de mayo de 1873-12 de febrero de 1947) fue la primera persona sordociega de Noruega en recibir una educación apropiada. Pese a su discapacidad, Kåta fue capaz de aprender a hablar, acontecimiento que sirvió de inspiración a otra mujer de su misma condición, Helen Keller.

## Biografía

### Primeros años y educación
Ragnhild Kåta nació el 23 de mayo de 1873 en Kåtaeiet, en la parroquia de Vestre Slidre, en Oppland, Noruega. A la edad de 3 años y medio perdió la vista, el oído, el olfato y el gusto, posiblemente a causa de la escarlatina.
Tras conocer a Ragnhild en 1887, el profesor y autor Hallvard Bergh (1850-1922) escribió una apasionada pieza acerca de su trágica situación para el periódico Verdens Gang la cual fue leída por Lars Havstad, pionero en la educación de personas sordas en Noruega quien a su vez era sordo y ciego de un ojo. El cuñado de Lars, Elias Hofgaard, era el administrador del Instituto Hamar para sordos, escribiendo Havstad a Bergh con el fin de pedirle que se pusiese en contacto con él. Hofgaard se mostró de acuerdo en admitir a Kåta como alumna, aceptando el Estado hacerse cargo de sus gastos. El 15 de enero de 1888, Kåta acudió con su padre a la escuela por primera vez; tenía por entonces 14 años y la fase de transición resultó complicada, llegando en ocasiones al extremo de gritar, morder y arañar. Hofgaard logró finalmente calmar su temperamento, lo que facilitó que Kåta poco a poco empezase a confiar en él y en quienes la rodeaban. Elias había empleado hasta entonces el «método del habla» en alumnos sordos muy dotados con buenos resultados, causando una gran sorpresa cuando declaró que utilizaría dicho método con Kåta (argumentó que un niño sordo y ciego aprendería más si hablaba en vez de hacer uso, por ejemplo, del alfabeto manual). Hofgaard le enseñó en primer lugar a pronunciar las letras para después combinar dos de ellas y formar una sílaba, instruyéndola posteriormente en la creación de polisílabas antes de proceder a asignar un significado a un proceso de aprendizaje que, hasta ese momento, había sido presentado a Kåta como un juego. Las primeras plabras utilizadas fueron: ur (mirar), fot (pie) y bord (mesa). Estas palabras fueron asociadas con los objetos que describían a lo largo de varios días hasta que Ragnhild comprendió que aquellas palabras constituían el nombre de esos objetos. Tras esto, Kåta aprendió a entender a otras personas colocando su mano en sus labios mientras hablaban, aprendiendo también a escribir y a leer mediante el sistema braille.
Durante el verano de 1889, Ragnhild conoció a Mary Swift Lamson (1822-1909), quien había instruido a Laura Bridgman en la Escuela Perkins para ciegos. En ese entonces, Lamson informó que Kåta era capaz de pronunciar oraciones simples. En 1890, la niña de 10 años Helen Keller conoció la historia de Ragnhild y se sintió inspirada por su habilidad para aprender a hablar.

### Últimos años
Kåta era diestra en bordado así como en hacer punto y tejer, recibiendo una mención honorable por un par de obras que envió a una exhibición en Skien en 1891 (al final de su vida logró reunir suficiente dinero gracias a su artesanías como para poder mantenerse a sí misma). Se confirmó en la Iglesia luterana en junio de 1897, lo que supuso para ella el tener que abandonar la escuela. En consecuencia, su desarrollo se estancó, motivo por el que Hofgaard solicitó (y obtuvo) permiso para que Kåta volviese a vivir en el instituto por dos años más (Ragnhild figuró como residente en la escuela en el censo desde el 3 de diciembre de 1900). Cuando dejó el centro, su desarrollo había alcanzado un nivel similar al de una persona sorda dotada (aunque seguía siendo invidente), algo considerado imposible pocos años antes.
El padre de Kåta murió mientras ella estaba en el instituto. Tras abandonar la escuela, se mudó a su casa y vivió con su madre. Hofgaard la visitaba regularmente hasta que un accidente de bicicleta hizo el viaje impracticable en 1904 (Elias moriría poco después, en 1906). Tras el deceso de su madre se fue a vivir con una de sus hermanas, pasando los diez últimos años de su vida en «Døves Vel», en Hamar. Descrita como casi siempre sonriente, de buen humor, habladora y muy creyente en Dios, Kåta murió el 12 de febrero de 1947 tras un ataque de bronquitis.